# Harel Levy
Harel Levy (en hébreu : הראל לוי), né le 5 août 1978 à Nahshonim, est un joueur israélien de tennis, professionnel de 1995 à 2010.

## Carrière
Il n'a jamais remporté de titres en simple mais il a disputé deux finales dont celle du Masters du Canada en 2000, qui fait partie des neuf tournois classés Masters Series, les plus prestigieux après ceux du Grand Chelem. Dans ce tournoi, Andre Agassi no 1 mondial, Gustavo Kuerten no 4, Lleyton Hewitt no 10, Thomas Enqvist no 7 ont été écartés de sa route et Marat Safin no 9 se sort de sa parti de tableau dans laquelle se trouvait Pete Sampras no 2, Ievgueni Kafelnikov no 5, Greg Norman no 3. Àlex Corretja no 6 déclare forfait pour son premier tour et Cédric Pioline no 8 ne participe pas. Après avoir battu Martin Damm no 73, Stefan Koubek no 47, Sébastien Grosjean no 27, Jérôme Golmard no 61 et Jiří Novák no 55 il échoue en finale face Marat Safin no 9. Il était classé no 144 et sortait des qualifications où il a battu Chris Gostek et James Sekulov. Hormis Roberto Carretero et Albert Portas vainqueurs en Masters 1000 mais qui n'ont gagné aucun autre titre ATP, il est le seul joueur à avoir atteint une finale en Masters 1000 sans jamais avoir remporté un titre par ailleurs.
Il a en outre remporté le Tournoi de Newport en double avec Jonathan Erlich en 2000. Son meilleur résultat dans un tournoi de Grand Chelem reste le deuxième tour qu'il a atteint une fois dans chacun des quatre grands tournois.

## Palmarès

### Titre en simple
Aucun

### Finales en simple (2)
| No | Date       | Nom et lieu du tournoi       | Catégorie      | Dotation    | Surface      | Vainqueur        | Score    |          |
| -- | ---------- | ---------------------------- | -------------- | ----------- | ------------ | ---------------- | -------- | -------- |
| 1  | 31-07-2000 | du Maurier Open, Toronto     | Masters Series | 2 450 000 $ | Dur (ext.)   | Marat Safin      | 6-2, 6-3 | Parcours |
| 2  | 18-06-2001 | The Samsung Open, Nottingham | Int' Series    | 375 000 $   | Gazon (ext.) | Thomas Johansson | 7-5, 6-3 | Parcours |

### Titre en double (1)
| No | Date       | Nom et lieu du tournoi                              | Catégorie   | Dotation  | Surface      | Partenaire      | Finalistes                       | Score     |  |
| -- | ---------- | --------------------------------------------------- | ----------- | --------- | ------------ | --------------- | -------------------------------- | --------- |  |
| 1  | 10-07-2000 | Miller Lite Hall of Fame Championships Newport (RI) | Int' Series | 350 000 $ | Gazon (ext.) | Jonathan Erlich | Kyle Spencer Mitch Sprengelmeyer | 7-62, 7-5 |  |

### Finale en double (1)
| No | Date       | Nom et lieu du tournoi       | Catégorie | Dotation  | Surface    | Vainqueurs                         | Partenaire | Score            |          |
| -- | ---------- | ---------------------------- | --------- | --------- | ---------- | ---------------------------------- | ---------- | ---------------- | -------- |
| 1  | 01-02-2010 | SA Tennis Open Johannesbourg | ATP 250   | 442 500 $ | Dur (ext.) | Rohan Bopanna Aisam-Ul-Haq Qureshi | Karol Beck | 2-6, 6-3, [10-5] | Parcours |

## Parcours dans les tournois duGrand Chelem

### En simple
| Année | Open d'Australie | Open d'Australie | Internationaux de France | Internationaux de France | Wimbledon       | Wimbledon  | US Open         | US Open    |
| ----- | ---------------- | ---------------- | ------------------------ | ------------------------ | --------------- | ---------- | --------------- | ---------- |
| 2000  | —                | —                | 1er tour (1/64)          | M. Zabaleta              | 2e tour (1/32)  | C. Vinck   | 1er tour (1/64) | M. Chang   |
| 2001  | 2e tour (1/32)   | J. I. Chela      | 2e tour (1/32)           | K. Alami                 | 1er tour (1/64) | T. Robredo | 1er tour (1/64) | R. Ginepri |
| 2002  | —                | —                | 1er tour (1/64)          | T. Robredo               | 1er tour (1/64) | A. Agassi  | 2e tour (1/32)  | R. Delgado |
| 2003  | —                | —                | —                        | —                        | —               | —          | —               | —          |
| 2004  | —                | —                | 1er tour (1/64)          | J. I. Chela              | —               | —          | —               | —          |
| 2005  | —                | —                | —                        | —                        | —               | —          | —               | —          |
| 2006  | 1er tour (1/64)  | K. Kim           | —                        | —                        | —               | —          | —               | —          |
| 2007  | —                | —                | —                        | —                        | —               | —          | —               | —          |
| 2008  | 1er tour (1/64)  | A. Seppi         | —                        | —                        | —               | —          | —               | —          |

N.B. : à droite du résultat se trouve le nom de l'ultime adversaire.

### En double
| Année | Open d'Australie            | Open d'Australie        | Internationaux de France | Internationaux de France | Wimbledon                 | Wimbledon                 | US Open                   | US Open                |
| ----- | --------------------------- | ----------------------- | ------------------------ | ------------------------ | ------------------------- | ------------------------- | ------------------------- | ---------------------- |
| 2001  | 1er tour (1/32) B. Haygarth | J. Kerr G. Silcock      | —                        | —                        | 2e tour (1/16) D. Orsanic | J. Björkman T. Woodbridge | 1er tour (1/32) N. Behr   | D. Nestor N. Zimonjić  |
| 2002  | —                           | —                       | —                        | —                        | —                         | —                         | —                         | —                      |
| 2003  | —                           | —                       | —                        | —                        | —                         | —                         | —                         | —                      |
| 2004  | 1er tour (1/32) M. Youzhny  | J. Benneteau A. Clément | 1er tour (1/32) H. Arazi | J. van Lottum M. Verkerk | —                         | —                         | —                         | —                      |
| 2005  | —                           | —                       | —                        | —                        | —                         | —                         | —                         | —                      |
| 2006  | 2e tour (1/16) C. Haggard   | J. Acasuso S. Prieto    | 2e tour (1/16) S. Huss   | J. Björkman M. Mirnyi    | —                         | —                         | —                         | —                      |
| 2007  | —                           | —                       | —                        | —                        | 1/4 de finale R. Ram      | A. Clément M. Llodra      | 1er tour (1/32) D. Hrbatý | A. Kuznetsov J. Levine |
| 2008  | 1er tour (1/32) D. Sela     | Y. Allegro K. Vliegen   | 1er tour (1/32) D. Sela  | A. Montañés S. Roitman   | 1er tour (1/32) J. Thomas | J. Tipsarević V. Troicki  | —                         | —                      |

N.B. : le nom du ou de la partenaire se trouve sous le résultat ; le nom des ultimes adversaires se trouve à droite.

## Parcours dans lesMasters 1000
| Année | Indian Wells        | Miami               | Monte-Carlo        | Rome                         | Hambourg              | Canada             | Cincinnati         | Stuttgart puis Madrid | Paris            |
| ----- | ------------------- | ------------------- | ------------------ | ---------------------------- | --------------------- | ------------------ | ------------------ | --------------------- | ---------------- |
| 2000  | —                   | —                   | —                  | —                            | —                     | Finale M. Safin    | 2e tour T. Enqvist | —                     | 2e tour M. Chang |
| 2001  | —                   | 1er tour A. Roddick | 1er tour G. Gaudio | 1/4 de finale A. Vinciguerra | 2e tour J. C. Ferrero | 1er tour P. Rafter | 1er tour S. Koubek | —                     | —                |
| 2002  | —                   | —                   | —                  | —                            | —                     | —                  | —                  | —                     | —                |
| 2003  | —                   | —                   | —                  | —                            | —                     | —                  | —                  | —                     | —                |
| 2004  | 2e tour J. Björkman | —                   | —                  | —                            | —                     | —                  | —                  | —                     | —                |

N.B. : sous le résultat se trouve le nom de l’ultime adversaire.